# The Sheriff's Friend
The Sheriff's Friend és una pel·lícula muda de la Vitagraph estrenada el 23 d'agost de 1911 protagonitzada per Harry T. Morey i Helen Case. La pel·lícula va ser dirigida per l'actor Alec B. Francis. La pel·lícula reflecteix el dilema d'un xèrif que ha de triar entre el seu amor i el seu deure quan ha de detenir al germà de la seva promesa.

## Argument
Joe Cooper és el xèrif del seu poble i està enamorat de Lilie Rowe. També manté una bona amistat amb Lincoln Rowe, el seu germà, malgrat el caràcter busca-raons i obstinat d'aquest. En una baralla, Lincoln mata un home i fuig abans que el pugui detenir la justícia. Quan els seus amics avisen el xèrif aquest es troba amb el dilema d'haver de detenir el germà del seu amor però declara que s'haurà d'aplicar la llei. Joe marxa amb la seva patrulla en persecució de Lincoln però primer va a veure Lilie. Quan Joe assabenta Lilie del que ha passat, ella el commina a seguir el seu deure, independentment de la relació que té amb ella. La patrulla troba el rastre del germà i quan el tenen a l'abast es produeix un intercanvi de trets. Joe fereix Lincoln que tot i això aconsegueix escapar i arribar a casa seva. Allà cau moribund davant de la seva germana que l'intenta consolar. En arribar Joe amb els seus ajudants a l'escena, mira amb tendresa Joe el qual li agafa la mà mentre demana a la seva germana que perdoni a Joe, ja que aquest havia de complir amb el seu deure en nom de la llei. Després d'acomiadar-se de la germana mor i Joe consola Lilian i li declara que sempre estarà al seu costat.

## Repartiment
- Harry T. Morey (Lincoln Rowe)
- Helen Case (Lillie Rowe)
- Tom Powers (Sheriff Joe Cooper)
- Alec B. Francis
- William C. Cooper